# Újezd u Chocně
Obec Újezd u Chocně (německy Auertschitz) se nachází v okrese Ústí nad Orlicí v Pardubickém kraji. Obec má katastrální výměru 16,35 km², žije zde 343 obyvatel a její součástí jsou i vesnice Chloumek a Prochody. Příslušnou obcí s rozšířenou působností je město Vysoké Mýto.

## Historie
První písemná zmínka o obci pochází z roku 1342.

## Pamětihodnosti
- Kostel sv. Víta - současná stavba je z roku 1748. Kostel byl slavně benedikován 15.4. 1748.[4]
- Kamenný kříž před vchodem do kostela z roku 1817.
- Dřevěný misijní kříž u vchodu do kostela z roku 1937.
- Na návsi vysazena Lípa republiky u příležitosti stého výročí vzniku Československa.
- Na hřbitově u zdi kostela se nachází náhrobní kámen prvnímu oujezdskému faráři Antonínu Rautenkranci (1743 - 1821).
- Pomník četnickému závodčímu v Chocni Karlu Zwiegerovi při silnici z Újezda u Chocně do Dolního Jelení. Na místě, kde byl 4. 8. 1879 při potyčce s pytlákem ve věku 24 let zabit.

## Doprava
Obcí prochází krajské silnice III. třídy.
V blízkosti obce se nachází železniční stanice Újezd u Chocně na železniční trati 020 Velký Osek - Hradec Králové - Týniště nad Orlicí - Choceň.
Dopravní obslužnost veřejnou dopravou je zajištěna autobusovým spojením linkou č. 650615 Choceň - Újezd u Chocně - Holice a zpět.
Ve spojích železniční a autobusové veřejné dopravy platí přepravní a tarifní podmínky integrovaného dopravního systému IREDO.

## Osobnosti
- Karel Šeda (* 1908) – pilot, příslušník 310. československé stíhací perutě, politický vězeň

## Galerie

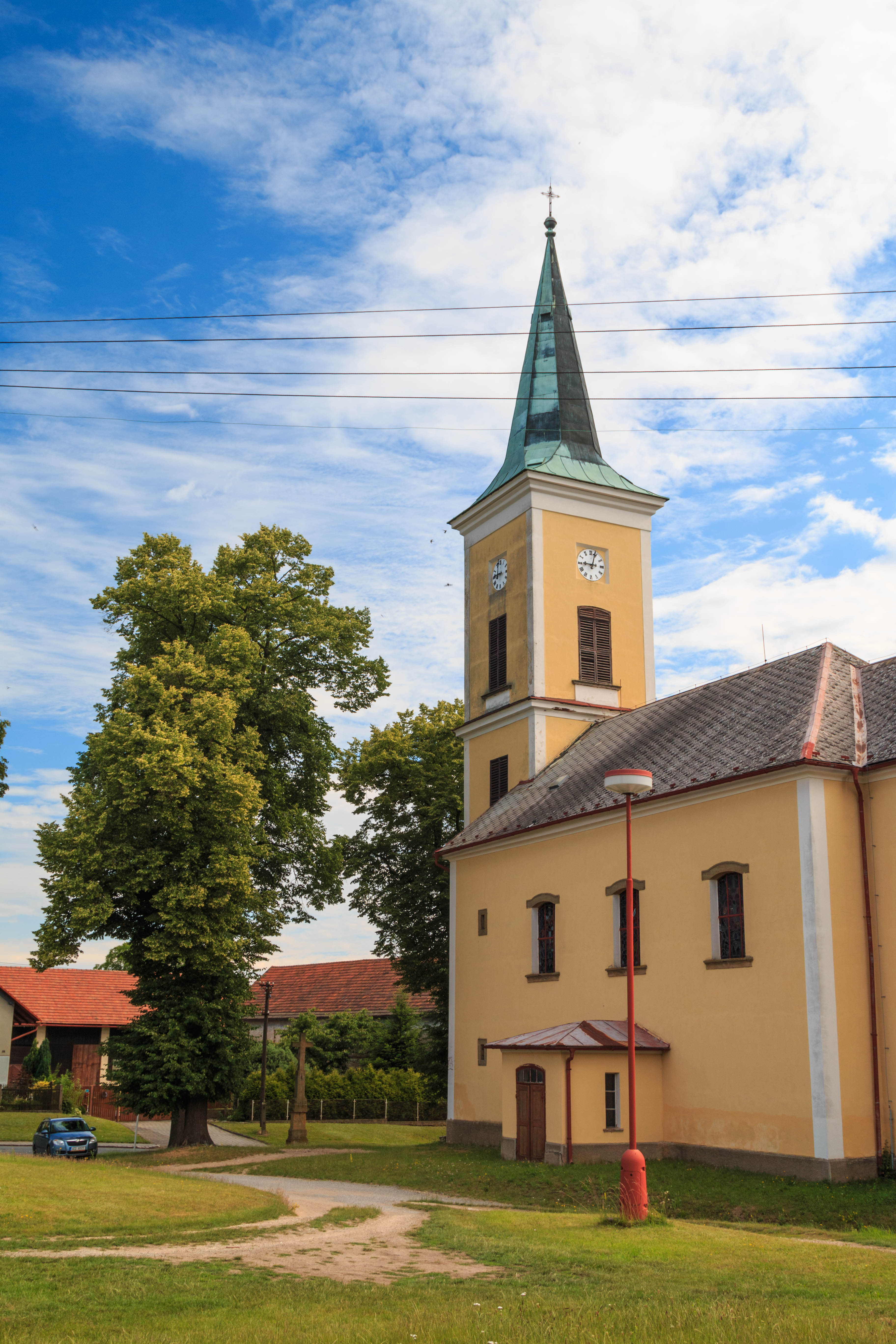
Újezd u Chocně kostel
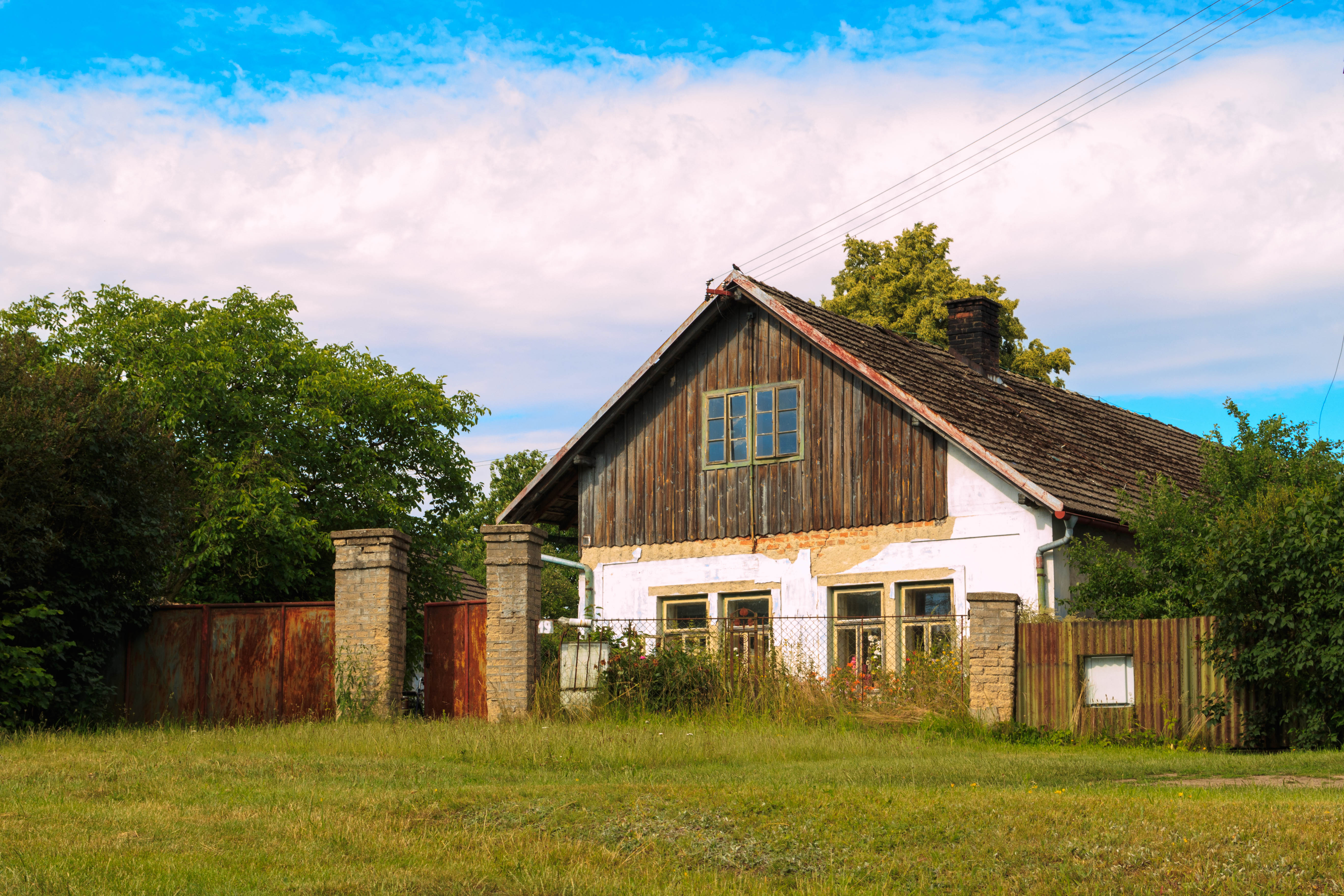
Újezd u Chocně čp. 19
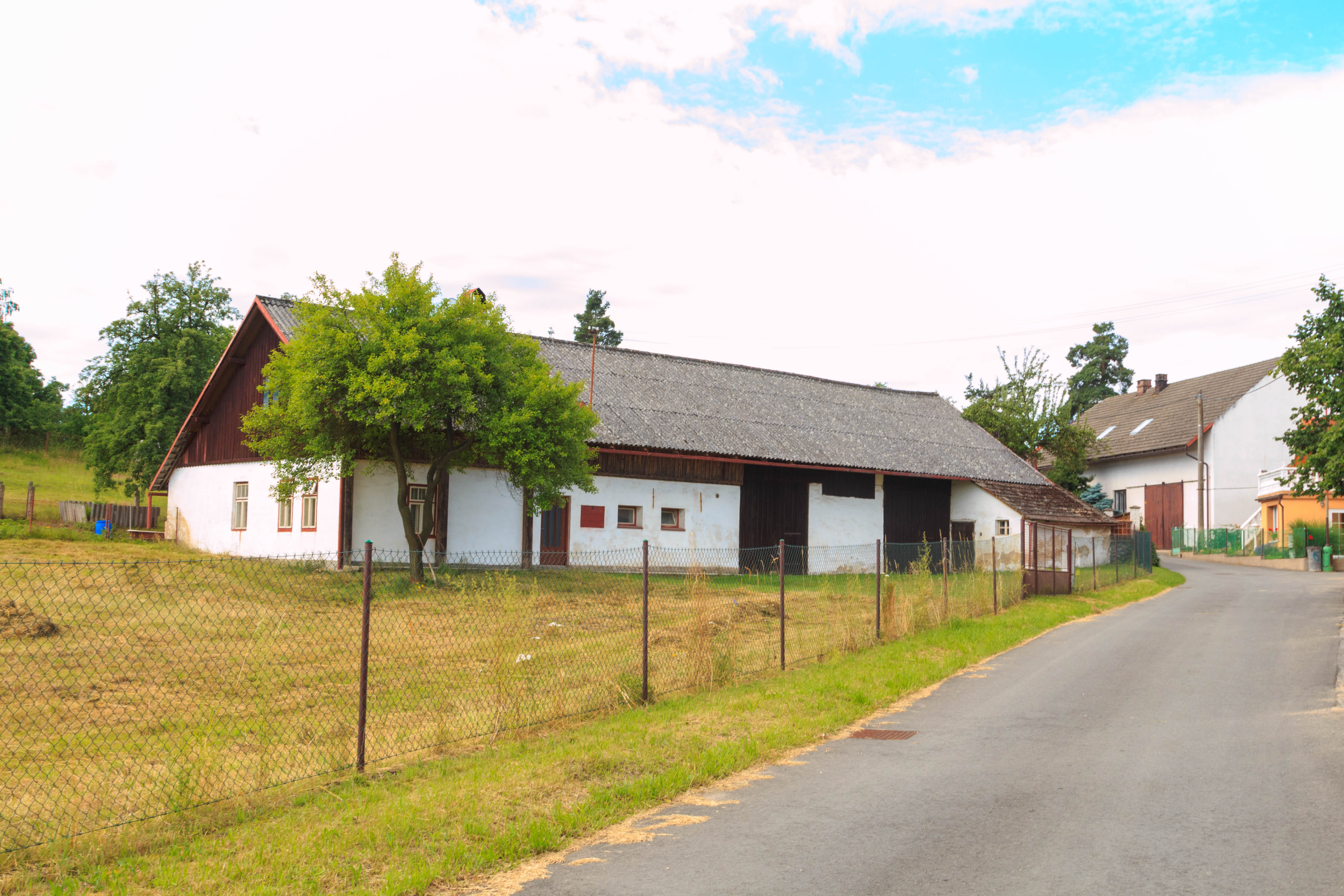
Újezd u Chocně čp. 3
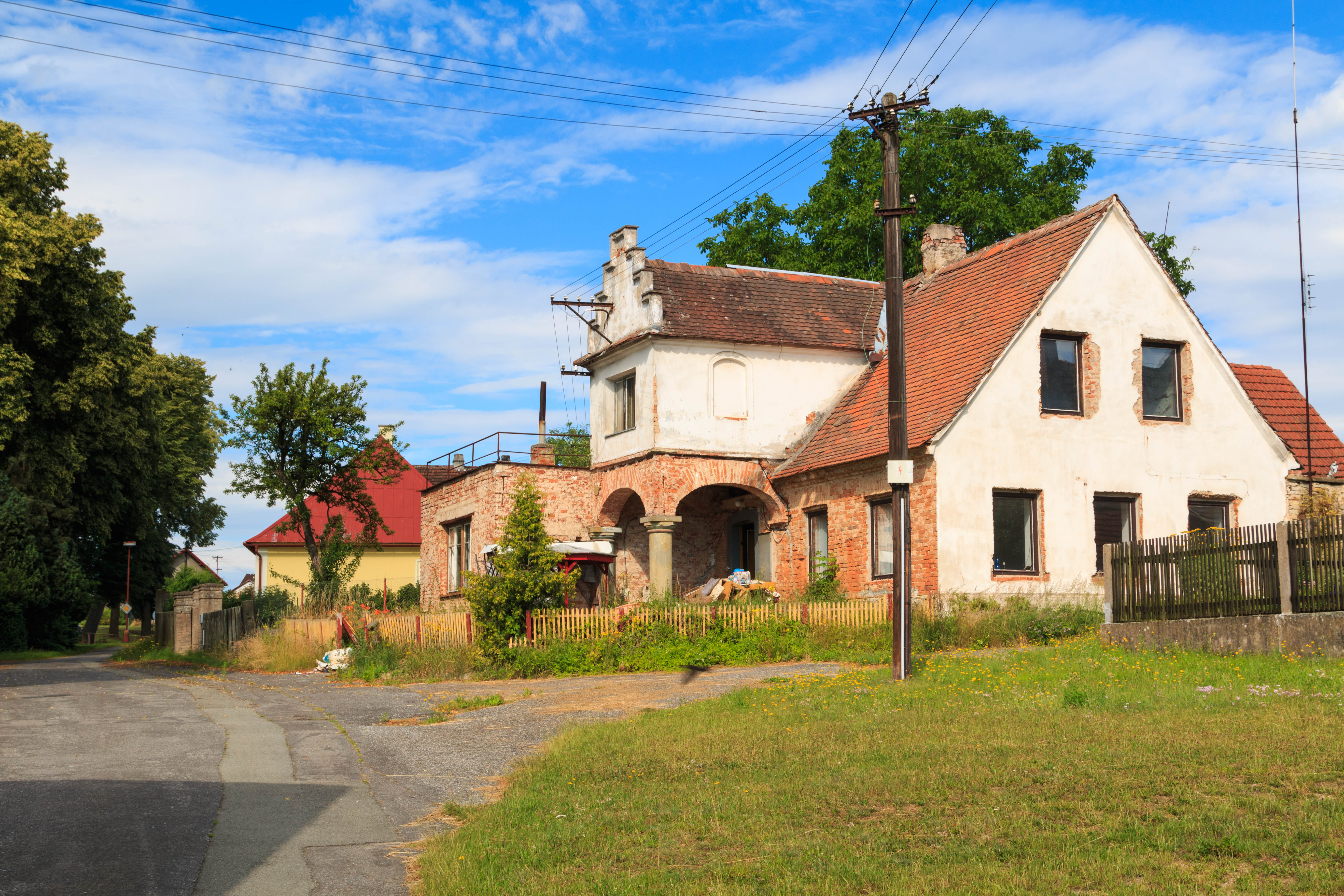
Újezd u Chocně čp. 52
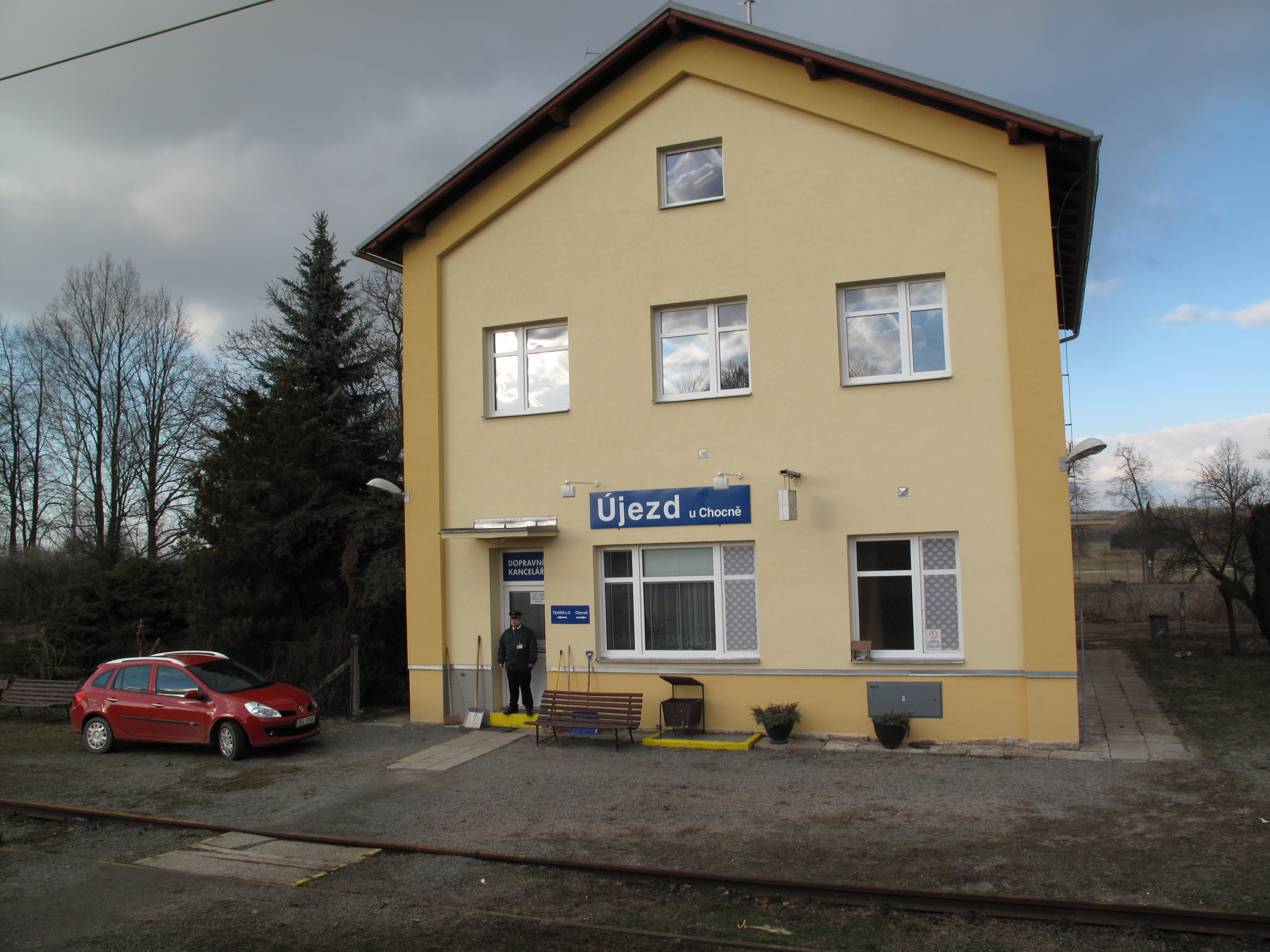
Újezd u Chocně Žst.